# نهر لار
نهر لار هو نهر يقع في شمال إيران، في محافظة مازندران. يتدفق عبر سلسلة جبال ألبرز، وهو أحد روافد نهر هراز.